# Nomioides bactriensis
Nomioides bactriensis là một loài Hymenoptera trong họ Halictidae. Loài này được Pesenko mô tả khoa học năm 2004.